# Histoire postale du Kirghizistan

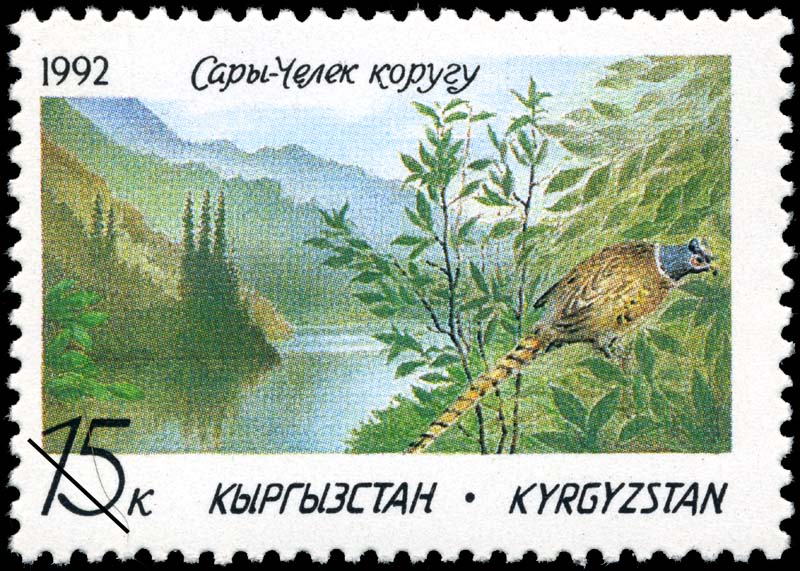
Premier timbre, 1992

L'histoire postale du Kirghizistan commence avec l'indépendance du pays en août 1991. Sous l'Union soviétique, le service postal kirghize faisait partie intégrante du système soviétique. La république était périodiquement reconnue dans des séries de timbres illustrant les différentes parties de l'URSS. Le Kirghizistan est membre de l'Union postale universelle depuis 1993 et compte deux opérateurs postaux désignés : Kyrgyz Pochtasy et Kyrgyz Express Post.

## Premiers timbres

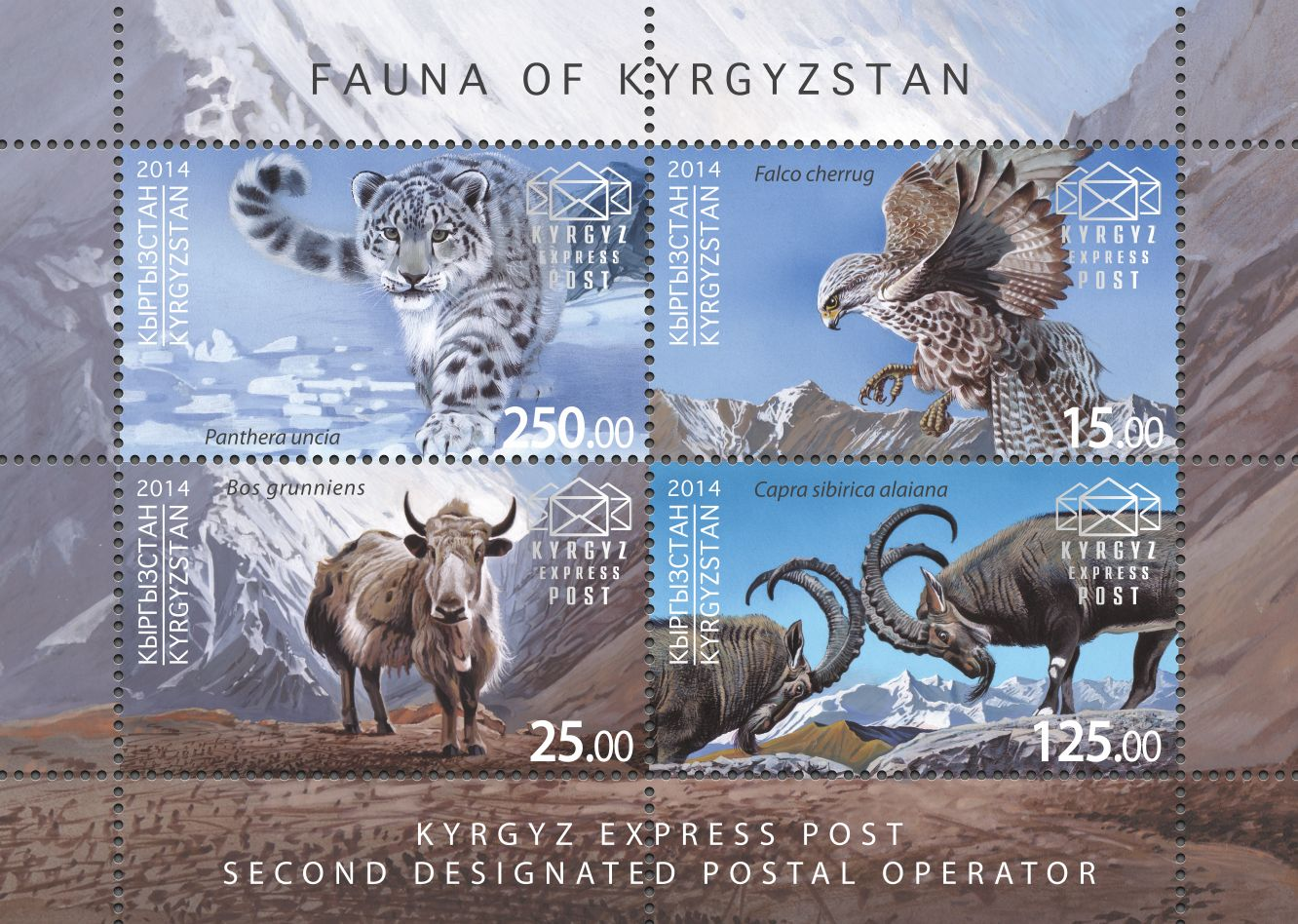
Petite feuille collective "Faune du Kirghizistan", Kyrgyz Express Post

Le Kirghizistan a émis son premier timbre-poste le 4 février 1992, un dessin unique montrant la réserve naturelle de Sary-Chelek dans la province de Djalal-Abad sur lequel le nom du pays apparaît en lettres cyrilliques et latines. Des nombreux timbres kirghizes ont fait de même depuis, bien que la pratique ne soit pas une règle générale, certains timbres étant inscrits uniquement en cyrillique et d'autres uniquement en lettres latines. 
En avril et juin 1993, plusieurs types de timbres russes ont été surtaxés en roubles, suivis en août par les premiers timbres en tyiyn. 
En 2014, le deuxième opérateur postal désigné du Kirghizistan, Kyrgyz Express Post (KEP), décide d'émettre ses timbres avec l'accord du Ministère des Transports et des Communications de la République du Kirghizistan. Au cours de cette année, KEP présente deux émissions de timbres : la première, publiée le 18 novembre, est dédiée au 140e anniversaire de l'Union postale universelle et du transport postal du Kirghizistan ; la deuxième, publiée le 19 novembre, est dédiée à la faune du Kirghizistan. 

## Sources
- Stanley Gibbons : divers catalogues
- Encyclopédie des autorités postales
- Rossiter, Stuart & John Flower. L'atlas des timbres. Londres: Macdonald, 1986.  (ISBN 0-356-10862-7)
- Catalogue Scott